# Richard Dalton
Pour les articles homonymes, voir Dalton.
Richard Dalton, né le 27 août 1979 à Cork (Irlande), est un céiste canadien pratiquant la course en ligne.

## Carrière
Richard Dalton participe aux Jeux olympiques d'été de 2004 à Athènes en canoë monoplace (C-1) 500 m et en canoë biplace (C-2) 500 m et termine sixième dans les deux épreuves.
Il remporte aussi trois médailles de bronze aux Championnats du monde de course en ligne ; il termine troisième en C-2 1 000 m en 2002 à Séville, en C-1 1 000 m  en 2005 à Zagreb et en C-1 200 m en 2010  à Poznań.